# پروپاجرمانیوم
پروپاجرمانیوم (به انگلیسی: Propagermanium) با فرمول شیمیایی C6H10O7Ge2 یک ترکیب شیمیایی با شناسه پاب‌کم ۲۴۸۶۰۸۸۹ است؛ که جرم مولی آن ۳۳۹٫۴۲۲۲ گرم بر مول می‌باشد.